# Iusensen
Iusensen (ỉwšnšn) ókori egyiptomi település volt Felső-Egyiptomban, a koptoszi nomoszban.
Az ókori egyiptomi források csak kevésszer említik. A ramesszida onomasztikonok szerint Koptosztól délre terült el. Koptosztól 25 km-re délre ma Hozam városa található, ahonnan előkerültek ókori romok, így lehetséges, hogy itt állt az ókori Iusensen. A közelben számos temetőt tártak fel, melyek közül van, amelyik a badári korszakra datálható (i. e. 4000). A közelből került elő két, az óbirodalom végén élt hivatalnok, Uszer helyi kormányzó, illetve Tjauti, Felső-Egyiptom felügyelőjének álajtaja; úgy tűnik, mindkettejüket itt temették el, és az Óbirodalom végén ez a város lett a koptoszi nomosz székhelye. A város az első átmeneti korban elpusztult. Egy Khenmesz nevű hivatalnok beszámol róla sztéléjén, hogy ideküldték, és felépítette a várost.

## Fordítás
- Ez a szócikk részben vagy egészben  az   Iushenshen című angol Wikipédia-szócikk ezen változatának fordításán alapul.  Az eredeti cikk szerkesztőit annak laptörténete sorolja fel. Ez a jelzés csupán a megfogalmazás eredetét és a szerzői jogokat jelzi, nem szolgál a cikkben szereplő információk forrásmegjelöléseként.